# Açude Manoel Marcionilo
O Açude Manoel Marcionilo ou Açude Taperoá II, fica situado no município de Taperoá, estado da Paraíba, e tem capacidade para armazenar até 15,1 milhões de metros cúbicos. Recebe água do Rio Taperoá.
O manancial foi construído a cerca de 3 km do município de Taperoá e atualmente está a menos de 500 metros da área urbana. Atividades, a exemplo da extração vegetal, agricultura, pecuária, construção de currais e loteamentos são comuns e tem ocasionado a aceleração do processo de degradação ambiental.